# Cervia Vecchia
Cervia, successivamente denominata come Cervia Vecchia per distinguerla dall'omonimo abitato di fondazione, sorto ad oriente oltre lo specchio delle saline, è stata un'antica città italiana, individuabile nei terreni delle Saline di Cervia.

## L'origine del nome
Una leggenda lega questo nome ad un miracolo compiuto da San Bassano: il vescovo di Lodi attraversava un giorno la secolare pineta, proprio nel periodo in cui si stava costruendo l’abitato, e dinanzi a lui si inginocchiò una bellissima cerva, spaventata perché inseguita da un drappello di bramosi cacciatori. Il santo avrebbe pertanto ribattezzato la località “Cervia”, in ricordo dell’episodio, e ancora oggi un cervo, su sfondo giallo e blu, campeggia sullo stemma ufficiale del comune. Altri studiosi, con gusto meno letterario, fanno risalire il toponimo ad un’antica ara in onore di Cerere (Caereris ara), dea romana dei raccolti, di cui i documenti attestano l’esistenza ab antiquo in prossimità della pineta, e altri ancora agli “acervi”, i mucchi di sale che fin dai tempi preromani punteggiavano l’ampia distesa delle saline.

## Storia
La città sorse probabilmente dopo la distruzione per mano dell'esarca Teodoro dell'abitato di Ficocle, posto verosimilmente ad ovest delle saline.
Quel che è certo è che fin dal X secolo ne compaiono le attestazioni: lo nominano gli atti del concilio ravennate del 997, in cui si legge la firma di “Leo episcopus Phycodensis, quae nunc Cervia vocatur” (“Leone vescovo di Ficocle, che ora si chiama Cervia”); vi fa cenno il geografo arabo al-Idrisi, nel Libro di re Ruggero del 1153; esaltano la sua importanza strategica il Cardinale Ostiense, Enrico da Susa, e il cardinale francese Anglic de Grimoard, un secolo più tardi nelle loro trattazioni.
L'importanza del sale è motivo di un succedersi di dominazioni succedutesi e rivolgimenti politici. Per secoli, le saline appartengono al vescovo di Cervia, che esercita, nella sua diocesi e nei territori limitrofi, potere spirituale e potere temporale insieme, spesso in diretta competizione con l'arcivescovo di Ravenna, spalleggiato e sostenuto dall'Impero bizantino, cornice che caratterizza il lungo periodo della cosiddetta Lotta per le investiture. Curia Romana, Forlì, Cesena, Ravenna, Venezia, Bologna, Rimini, i Da Polenta, i Malatesta, gli Sforza, per secoli impegnano le loro migliori forze militari e le loro diplomazie per contendersi e accaparrarsi la città delle saline e il prestigio che essa porta. 
È la Repubblica di Venezia ad esercitare il dominio più duraturo e più foriero di influssi, anche culturali, sulla città, che ha termine nel 1509, quando la Serenissima viene duramente sconfitta nella battaglia di Agnadello, vicino a Cremona, dall'esercito della Lega di Cambrai, patrocinata dall'Imperatore Massimiliano I d'Asburgo, re Luigi XII di Francia, papa Giulio II e Ferdinando II d'Aragona. Fino al 1797, quando irrompe Napoleone Bonaparte, la città appartiene allo Stato Pontificio.
La realtà locale subisce un progressivo spopolamento dovuto alla quasi sterilità delle aree agricole, alle cattive condizioni delle sue infrastrutture, ancorché primitive, e alla natura malsana del luogo, paludoso e funestato dalla malaria. Fin dai primi anni Trenta del XVII secolo si inizia a discutere di un eventuale trasferimento dell'abitato di Cervia Vecchia verso un sito più salubre, situato sulla riva del mare, un processo lungo che si concretizzerà solo verso la fine del secolo, attorno al 1692 per volontà del tesoriere di Romagna Michelangelo Maffei e Papa Innocenzo XII.

## Vestigia della città
Forniscono un'idea di come fosse l'antica Cervia solamente mappe dell'epoca, sebbene non totalmente aderenti alla realtà, e ricostruzioni ipotetiche realizzate da studiosi di storia locale come Umberto Foschi e Gino Pilandri. 

### La Mappa di Pietro Senni
Restaurata e conservata all'Archivio storico comunale, è un disegno in inchiostro acquerellato su tela, elaborato nel 1778 e attribuito al canonico Pietro Senni (1716-1801). La resa grafica non è tuttavia opera del religioso, ma di un anonimo professore incaricato dal Comune di mettere in bella copia la bozza e le note compilate dal Senni basandosi sulla documentazione lasciatagli in eredità dal suo padrino, canonico Francesco Orlando Prondini (1669-1742).
La mappa dà un quadro abbastanza realistico della conformazione della città vecchia, ma non può considerarsi totalmente attendibile, essendo una ricostruzione a posteriori e a memoria. La città risultava circondata da un fossato e da un bastione, che aveva quattro ingressi in corrispondenza dei punti cardinali e che tali ingressi erano distinti in tre porte e un canale riservato alle imbarcazioni. Da due strade principali ortogonali si dipartivano traverse ad esse parallele e perpendicolari che delimitavano le contrade, in cui non mancavano spazi verdi, orti e giardini. Vi erano inoltre la piazza con il palazzo pubblico, due magazzini del sale, la cattedrale, chiese, conventi e la rocca, e qui l’autore si lascia guidare dall'immaginazione, tracciando il profilo di un castello con mura merlate, torri, bastioni e cortili interni. Curiosa è infine l'indicazione dei nomi dei proprietari delle singole abitazioni, con la nota conclusiva: “in tutto gli abitatori della città erano n° 569”. Nessuno di costoro è mai indicato come “salinaro”, “guardiano” o “capo cultore”, evidente segno della non totale veridicità storiografica del reperto. Anche edifici tuttora visibili come la chiesa della Madonna della Neve non sono riprodotti fedelmente.

### La Chiesa della Madonna della Neve

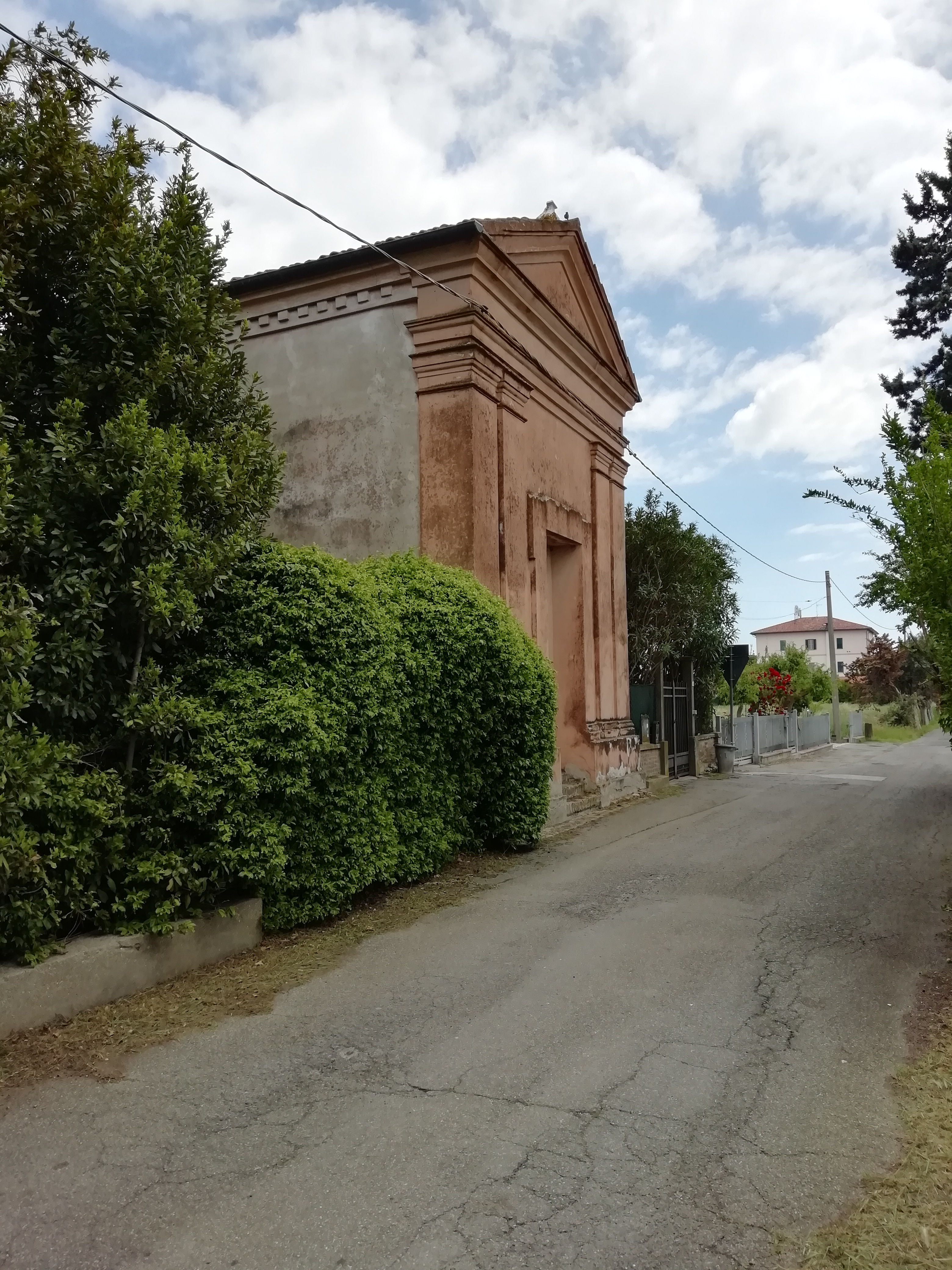
Ex chiesa della Madonna della Neve

Un solo edificio è rimasto alla luce dopo lo smantellamento di Cervia Vecchia: l'antica chiesetta dedicata alla Madonna della Neve, nel contesto delle saline, poco distante dall'attuale Hotel Ficocle, incastonata nel verde dei pini.
La Madonna della Neve, il cui culto risale all'epoca romana, da sempre celebrato nella notte tra il quattro e il cinque agosto, era per i salinari patrona del loro lavoro, protettrice contro il maltempo e propiziatrice di una buona estate, da cui dipendeva l'abbondanza di raccolto dell'oro bianco. Nel 1603 i Capponi, tesorieri di Romagna di origine fiorentina, decidono insieme al vescovo Bonifacio Bevilacqua di erigere un piccolo santuario in onore della Madonna, proprio sull'ingresso di Porta Ravenna, dalle linee semplici, sobrie e modeste, e di collocarvi all'interno, proprio sull'altare, la tavoletta lignea dipinta da Barbara Longhi (1552-1638), assiduamente venerata e tuttora conservata nella chiesa, seppur in precarie condizioni. 
La chiesetta non è in piedi che da un secolo, quando prende avvio la demolizione della città vecchia e la costruzione della nuova. Ma subito sorge un problema: all'interno sono sepolti i morti della comunità, ivi radunati poiché il terreno circostante, adibito a cimitero, è stato venduto ad un privato. Traslare le salme e le ossa in condizioni dignitose appare un'impresa improba, e si decide di soprassedere: la chiesa rimarrà dov'è e con essa i suoi morti, diventando una sorta di sacrario civico, meta di un imponente pellegrinaggio ogni 4 agosto. 
Per secoli l'usanza si mantiene viva, ma progressivamente va affievolendosi, cessando nel 1867 quando, nel clima di contrasto tra il neonato Stato Unitario e la Santa Sede, la Madonna della Neve viene espropriata insieme agli altri beni del patrimonio ecclesiastico, sconsacrata, avocata al Demanio pubblico e adibita a caserma della Guardia di Finanza. Diventa proprietà privata nel 1972, alla soppressione del monopolio del sale, quando la Guardia di Finanza la aliena con un'asta pubblica, dando avvio ad un contenzioso con il Comune che ne rivendica l'indiscutibile interesse storico-artistico, anche se in condizioni di degrado.

### La Rocca
Della fortificazione che campeggiava accanto alla porta rivolta verso Cesena, di cui il Senni tenta una ricostruzione fantasiosa con torri e mura merlate, nulla rimane di visibile ai contemporanei. Chi ne abbia commissionato effettivamente la costruzione, è dubbio: secondo il Pignocchi, fu l’Imperatore Federico Barbarossa; secondo il notaio Gaspero Lombardi fu invece Malatesta de’ Malatesti, da Cesena. La sua funzione era militare, almeno in un primo tempo esclusivamente difensiva; fu contemporaneamente anche una prigione, con detenuti illustri come Maddalena da Polenta con il figlio Ostasio da Polenta e Bernardino, della medesima famiglia. 
Con il trasferimento sul mare, la rocca non viene demolita perché utile alla Camera Apostolica come magazzino per il sale, e per circa un secolo mantiene questa sola funzione, pur con grave disagio dei salinari, trovandosi ormai isolata rispetto al nuovo abitato, e per il medesimo motivo esposta a continui rischi di furti ed effrazioni. Inoltre, lo stato di semi-abbandono e l’azione corrosiva del minerale ivi raccolto arrecano gravi danni ai muri interni e alla struttura portante. Numerose perizie evidenziano che le spese di manutenzione potrebbero essere di gran lunga più gravose rispetto a quelle necessarie per una ricostruzione ex-novo. Così anche alla rocca tocca la stessa sorte della città vecchia: una volta demolita, le macerie vengono reimpiegate per edificare il nuovo Magazzino del Sale, ultimato nel 1712.

### La chiesa di San Martinoprope litus maris
Nel 1989, nel corso di scavi su un territorio destinato all'allevamento ittico in località Podere Marina, sono emersi frammenti di un pavimento a mosaico, formato da riquadri con motivi geometrici. È stata avviata una sistematica campagna di scavi, grazie alla quale è stata rivelata la presenza di una chiesa paleocristiana, a croce latina e a navata unica, risalente alla prima metà del VI secolo, identificabile con San Martino prope litus maris (lat. "Vicino alla riva del mare"), citata in diversi documenti medievali e ancora presente su carte geografiche del XV secolo. 
L'epiteto latino prope litus maris infatti indica che la chiesa fu edificata in riva al mare: ciò aiuterà gli studiosi a ricostruire le variazioni della linea di costa nel corso dei secoli.